# Liste der Ramsar-Gebiete in Bosnien und Herzegowina
Die Ramsar-Gebiete in Bosnien und Herzegowina umfassen insgesamt drei Feuchtgebiete mit einer Gesamtfläche von 57.192 ha, die unter der Ramsar-Konvention registriert sind (Stand April 2022). Das nach dem Ort des Vertragsschlusses, der iranischen Stadt Ramsar, benannte Abkommen ist eines der ältesten internationalen Vertragswerke zum Umweltschutz. In Bosnien und Herzegowina trat die Ramsar-Konvention am  1. März 1992 in Kraft.
Zu den Ramsar-Gebieten in Bosnien und Herzegowina zählen verschiedenste Typen von Feuchtgebieten wie Überschwemmungsgebiete und Feuchtwiesen, Flüsse, Bäche und Süßwasserquellen, Fischteiche, Auenwälder, Süßwasserseen, Grundwassersysteme, saisonales Marchland, saisonale Tümpel und große Karstareale aus Dinarischem Karst.
Im Folgenden sind alle Ramsar-Gebiete in Bosnien und Herzegowina alphabetisch aufgelistet.
| Nr. | Name des Gebiets | Bild | Ramsar-Gebietsnr. | Ausweisungs- datum | Fläche (ha) | Höhe (m) | Management- plan | Region                             | Lage                     |
| --- | ---------------- | ---- | ----------------- | ------------------ | ----------- | -------- | ---------------- | ---------------------------------- | ------------------------ |
| 1   | Bardaca Wetland  |      | 1658              | 2. Feb. 2007       | 3500        | 90       | Ja               | Republika Srpska                   | 45,10139° N, 17,45361° O |
| 2   | Hutovo Blato     |      | 1105              | 24. Sep. 2001      | 7824        | 1–430    | Ja               | Föderation Bosnien und Herzegowina | 43,05167° N, 17,78667° O |
| 3   | Livanjsko Polje  |      | 1786              | 11. Apr. 2008      | 45868       | 700–991  | Ja               |                                    | 43,86472° N, 16,825° O   |